# Консерватория Пибоди

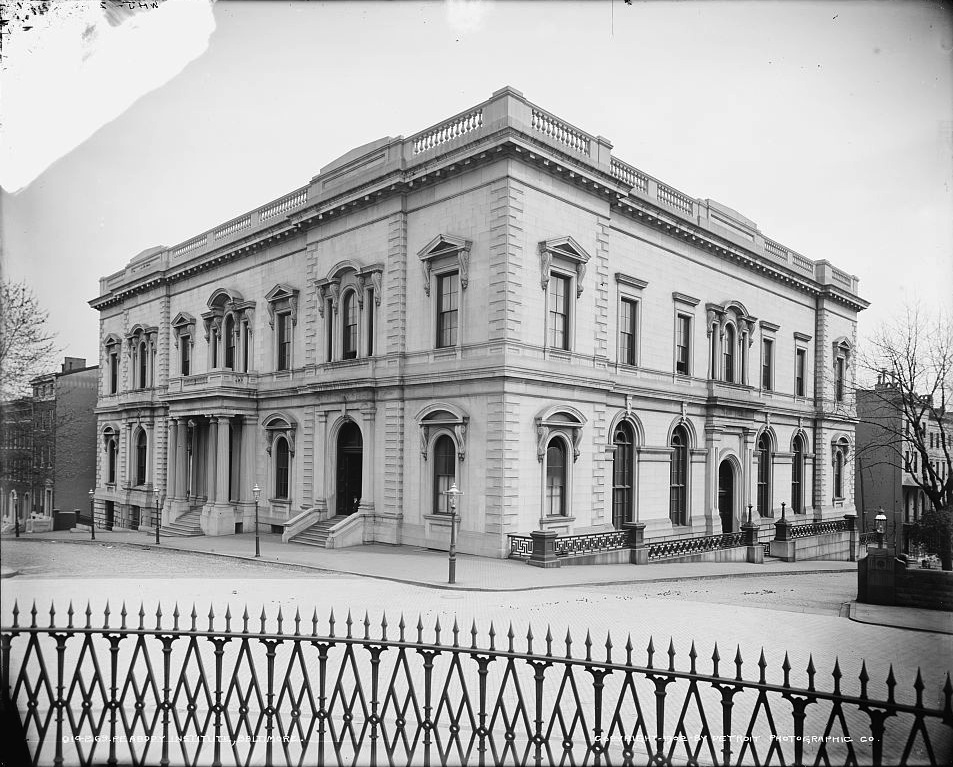
Здание консерватории (около 1902))

Консерватория Пибоди (англ. Peabody Conservatory of Music) — одна из наиболее престижных консерваторий США. Расположена в Балтиморе. Основана в 1857 году по инициативе и на средства банкира и мецената Джорджа Пибоди в составе Института Пибоди, включавшего также библиотеку и галерею искусств. Занятия, однако, начались только в 1868 году, поскольку сильно затянулось строительство здания.
Продолжительное руководство известного датского композитора Асгера Хамерика задало весьма высокий уровень требований к учащимся и превратило выступления консерваторского оркестра в заметное явление жизни Балтимора. За время не менее длительного руководства преемника Хамерика Харолда Рэндолфа консерватория существенно выросла в размерах, число студентов за 20 лет увеличилось с 200 до 1400. При Отто Ортмане в 1930-е годы заметный акцент был сделан на научной основе профессиональной подготовки музыкантов.
Консерватория предлагает множество образовательных программ. Степень магистра (англ. master) можно получить по следующим специальностям:
- фортепиано;
- орган;
- гитара;
- струнные инструменты;
- медные духовые инструменты;
- деревянные духовые инструменты;
- ударные инструменты;
- вокал и оперное пение;
- композиция;
- дирижирование;
- музыкознание;
- аутентичное исполнительство (historical performance);
- музыкальная педагогика;
- преподавание музыкальной теории;
- преподавание исполнительских дисциплин;
- компьютерная музыка (computer music).

С 1977 года консерватория входит в состав Университета Джонса Хопкинса, благодаря чему студенты консерватории имеют, сравнительно с другими американскими консерваториями, более насыщенную общегуманитарную программу.

## Руководители
- Люсьен Саутард (1868—1871)
- Асгер Хамерик (1871—1898)
- Харолд Рэндолф (1898—1927)
- Отто Ортман (1928—1942)
- Реджинальд Стюарт (1942—1958)
- Питер Меннин (1958—1962)
- Чарлз Кент (1963—1967)
- Ричард Голдмен (1968—1977)
- Элиот Галкин (1977—1982)
- Роберт Пирс (1982—1995)
- Роберт Сирота (1995—2005)
- Джефри Шарки (с 2006)
- Морис Эйзенберг